# 631
631 (DCXXXI) fue un año común comenzado en martes del calendario juliano, en vigor en aquella fecha.

## Acontecimientos
- 26 de marzo: Sisenando es proclamado rey de los visigodos en Hispania, destituyendo así a Suintila, quien será desterrado más tarde.

## Fallecimientos
- Boran, reina persa de la dinastía sasánida.